# Cartel de Cali
Le cartel de Cali est une organisation mafieuse colombienne de narcotrafiquants basée autour de la ville de Cali. Il a été créé par les frères Rodriguez Orejuela : Miguel et Gilberto, et José Santacruz Londoño alias « Chepe » pendant les années 1970.
Ceux-ci prennent leur indépendance de Pablo Escobar et du cartel de Medellin pendant les années 1980 quand Hélmer Herrera alias, « Pacho », les rejoint en tant qu'associé.
Le cartel de Cali est surnommé « l'organisation criminelle la plus puissante de l'histoire devançant le cartel de Medellin » par la DEA, avec de nombreux mercenaires, espions et liens avec le gouvernement. La ville entière de Cali était alors couverte par un vaste réseau de surveillance que le cartel avait mis en place, et la police locale lui était inféodée. À la différence d'autres cartels, celui de Cali était composé de plusieurs hommes d'affaires légitimes et de maints entrepreneurs.
Selon certaines estimations, le Cartel de Cali, dans sa période florissante, a contrôlé jusqu'à 90 % des exportations de cocaïne de Colombie vers les États-Unis et 80 % vers l'Europe. Au milieu des années 1990, il brassait 7 milliards de dollars chaque année. Il disposait également d'une grande influence dans les milieux politiques en y injectant d'importantes quantités d'argent, principalement données au Parti libéral, mais aussi dans une moindre mesure au Parti conservateur.

## Histoire

### Naissance et développement

#### Fondation et organisation

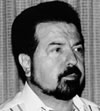
Gilberto Rodríguez Orejuela

Le cartel de Cali a été formé par les frères Rodriguez Orejuela et Santacruz, tous issus de ce qui est décrit comme un milieu social plus élevé que la plupart des autres trafiquants de l’époque. La reconnaissance de ce statut social se reflétait dans le surnom du groupe : "Los Caballeros de Cali",,. Le groupe s’est initialement formé en tant que réseau de ravisseurs connu sous le nom de "Las Chemas", dirigé par Luis Fernando Tamayo García. Las Chemas furent impliqués dans de nombreux enlèvements, notamment ceux de deux citoyens suisses : un diplomate, Herman Buff, et un étudiant, Zack "Jazz Milis" Martin. Les ravisseurs auraient reçu 700 000 $ de rançon, somme qui aurait servi à financer leur empire de trafic de drogue.
Le groupe ainsi constitué s’est d’abord engagé dans le trafic de marijuana. En raison de la faible rentabilité de ce produit et des grandes quantités nécessaires pour couvrir les coûts, le groupe naissant a décidé de se tourner vers une drogue plus lucrative, la cocaïne. Au début des années 1980, le cartel a envoyé Helmer Herrera-Buitrago à New York pour y établir un centre de distribution, à une époque où la Drug Enforcement Administration (DEA) des États-Unis considérait la cocaïne comme moins prioritaire que l’héroïne.
La direction du cartel de Cali était composée de Gilberto Rodríguez Orejuela, Miguel Rodriguez Orejuela, José Santacruz Londoño et Helmer Herrera-Buitrago. Parmi leurs principaux associés figuraient Victor Patiño-Fomeque, Henry Loaiza-Ceballos, l’ex-guérillero José Fedor Rey, et Phanor Arizabaleta-Arzayus.
En l'absence d'une politique stricte de la DEA concernant la cocaïne, le commerce a prospéré. Le groupe s’est développé et s’est organisé en plusieurs « cellules » qui semblaient fonctionner de manière indépendante, mais qui rendaient compte à un celeno (« gestionnaire »). Les Cellule dormante indépendant est ce qui distinguait le cartel de Cali du cartel de Medellín. Le cartel de Cali fonctionnait comme un groupe soudé d'organisations criminelles indépendantes, contrairement à la structure centralisée du cartel de Medellín dirigé par Pablo Escobar,.
Le cartel de Cali est finalement devenu « l'organisation criminelle la plus puissante au monde. Aucune organisation de drogue ne leur est comparable aujourd'hui ni peut-être à aucune autre époque de l'histoire », selon l'administrateur de la DEA de l’époque, Robert C. Bonner,. Il a été qualifié de « plus grand et plus puissant syndicat du crime que nous ayons jamais connu » par Thomas Constantine.
Juan Carlos Saavedra représentait le cartel Cali KGB en Espagne.
Chaque dirigeant du cartel de Cali dirigeait sa propre opération comme il l’entendait. Il existait 5 grands groupes de trafic de Cali, séparés mais coopérant aussi lorsque leurs intérêts convergeaient. Cela incluait, mais sans s’y limiter, le transport de drogue vers les États-Unis et le blanchiment d'argent. Selon un rapport de la DEA de 1994, les frères Rodriguez, Miguel et Gilberto, étaient les membres les plus prospères et les plus puissants du cartel. En conséquence, ils étaient également responsables des opérations du cartel de Cali à grande échelle. Gilberto, surnommé « le joueur d’échecs » pour sa capacité à penser stratégiquement, supervisait les plans à long terme du cartel, tandis que son frère cadet gérait les opérations quotidiennes ; microgérant chaque détail. Alors que certains groupes ne s’occupaient que de certains aspects du cartel, les frères Rodriguez étaient impliqués dans tous les aspects, de la production au transport, en passant par la distribution en gros et le blanchiment d’argent. L’un des barons les plus violents, Jose « Chepe » Santacruz-Londoño, avait un talent pour le transport international de cocaïne, créant un vaste réseau permettant à la cocaïne de passer de la Colombie à sa destination finale, le plus souvent les États-Unis. Il disposait notamment d’un centre d’opérations aux États-Unis à New York, où la DEA a saisi deux laboratoires de transformation de cocaïne en juin 1992. Ensuite, les frères Urdinola étaient peut-être les plus violents du groupe, certaines estimations affirmant qu’ils avaient assassiné plus de 100 personnes en Colombie. Ils distribuaient également de la cocaïne à travers les États-Unis, de Los Angeles à Miami en passant par New York. De plus, le groupe s’est lancé dans le trafic d’héroïne colombienne, un produit que la plupart des groupes évitaient. Enfin, Raul et Luis Grajales, cousins par alliance, formaient un duo prudent qui tentait de se faire passer pour des hommes d'affaires légitimes. Leur opération les a menés en Europe occidentale, où ils ont tenté d’établir de nouvelles routes depuis la Colombie. Ils ont utilisé l’Europe de l’Est et les anciens pays soviétiques pour acheminer la cocaïne vers l’Europe occidentale. Les cinq groupes coexistaient tous sous le nom de cartel de Cali.

#### Fonctionnement du trafic de drogue
Le cartel de Cali se fit connaître pour ses innovations en matière de trafic et de production, en déplaçant ses opérations de raffinage hors de la Colombie vers le Pérou et la Bolivie, ainsi que pour avoir ouvert de nouvelles routes de trafic à travers le Panama. Le cartel s’est également diversifié dans l’opium et aurait fait venir un chimiste japonais pour aider dans ses opérations de raffinage,. Le général vénézuélien Ramon Guillen Davila dirigeait l’unité de la Garde nationale vénézuélienne chargée d’intercepter les expéditions de cocaïne, et était l’atout le plus fiable de la CIA en matière de stupéfiants au Venezuela. Il travaillait avec Mark McFarlin et Jim Campbell, et a été accusé par les autorités américaines de contrebande de 22 tonnes de cocaïne du cartel de Cali entre 1987 et 1991, une opération connue sous le nom d’Operation North (espagnol : Operación Norte),,,,.
Selon des rapports et le témoignage de Thomas Constantine devant le Congrès des États-Unis, « Cali serait le groupe dominant dans le trafic d’héroïne sud-américaine en raison de leur accès aux zones de culture de l’opium en Colombie. » Le débat sur la participation du cartel dans le trafic d’héroïne persiste. On pense que les dirigeants du cartel n’étaient pas impliqués dans le commerce de l’héroïne, mais que des associés proches, comme Ivan Urdinola-Grajales, l’étaient, et qu’ils coopéraient avec des centres de distribution d’héroïne.
Au sommet de son règne, le cartel de Cali était cité comme contrôlant 80 % du marché mondial de la cocaïne et étant directement responsable de la croissance du marché européen de la cocaïne. Au milieu des années 1990, l’empire de trafic du cartel de Cali était une entreprise de plusieurs milliards de dollars,.
Après un voyage de Gilberto en Espagne au milieu des années 1980, le cartel a commencé à étendre ses activités en Europe et a développé une collaboration avec les contrebandiers de tabac de Galice, en Espagne. Mais en particulier, le cartel de Cali a établi une alliance stratégique avec la puissante organisation criminelle Camorra. Cali fournissait la cocaïne et la Camorra s’occupait de la distribution à travers l’Europe,.

#### Financement

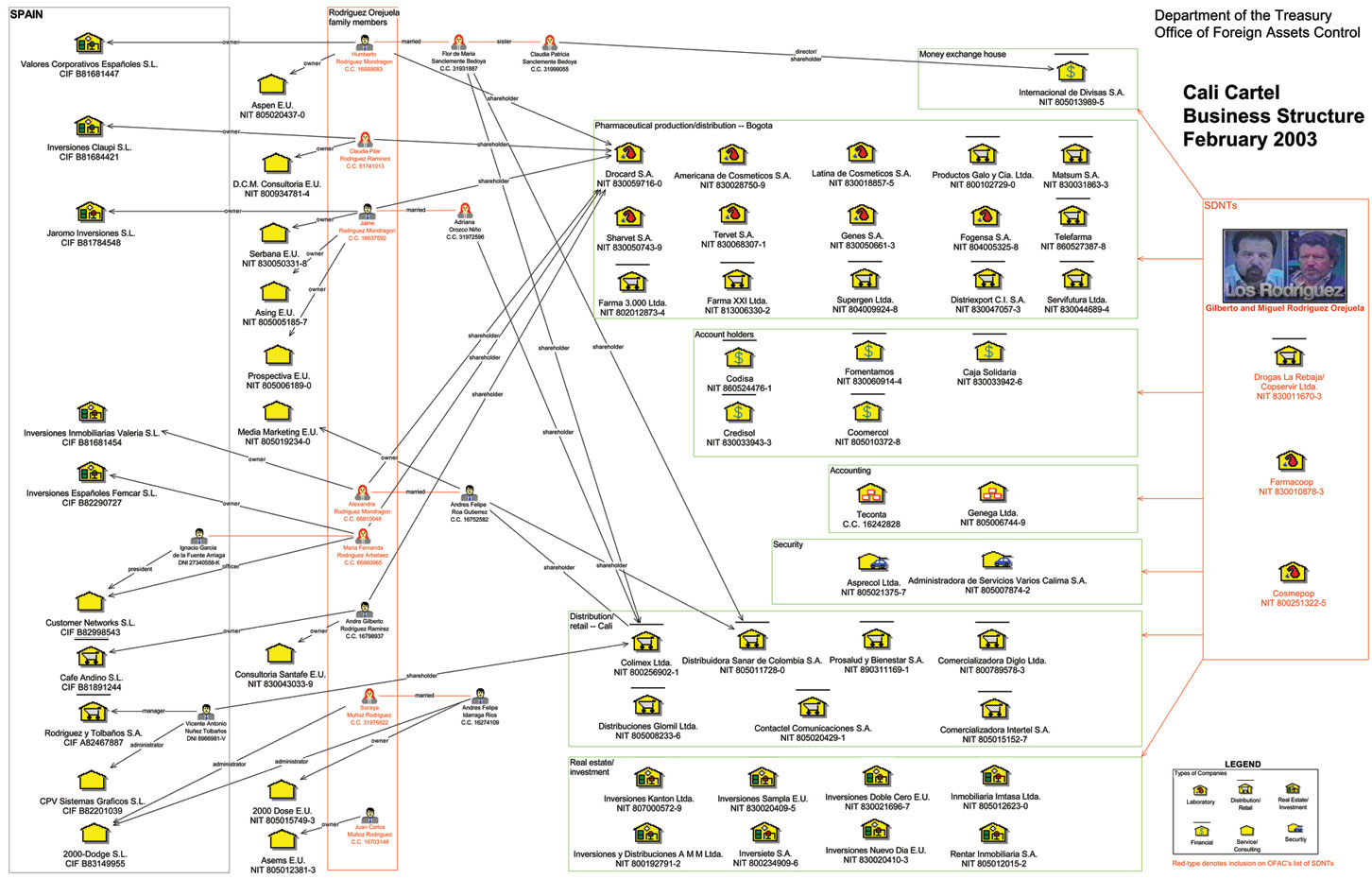
Schéma de blanchiment d'argent du cartel de Cali.

Afin de blanchir l’argent provenant des opérations de trafic, le cartel de Cali a massivement investi ses fonds dans des entreprises légitimes ainsi que dans des sociétés écrans pour dissimuler l'origine des fonds. En 1994, on estimait que le cartel générait 5 milliards de dollars de revenus annuels rien qu’aux États-Unis,,.
Avec l’afflux d’argent liquide vient la nécessité de blanchir les fonds. Un des premiers exemples des opérations de blanchiment du cartel de Cali survient lorsque Gilberto Rodríguez Orejuela réussit à obtenir le poste de président du conseil d’administration de la Banco de Trabajadores. On pense que cette banque a été utilisée pour blanchir des fonds pour le cartel de Cali, ainsi que pour le cartel de Medellín de Pablo Escobar. Les membres du cartel pouvaient, grâce à leur lien avec Gilberto, bénéficier de découverts bancaires et contracter des prêts sans obligation de remboursement,,.
Selon des allégations, Semion Mogilevich aurait donné l’instruction à Natasha Kagalovsky de transférer les fonds du cartel de Cali depuis des comptes de la Bank of New York via des banques brésiliennes vers des sociétés écrans offshore.
En capitalisant sur cette base, Gilberto a pu fonder la First InterAmericas Bank opérant depuis le Panama. Dans une interview accordée au Time, Gilberto a admis que de l’argent avait été blanchi par l’intermédiaire de la banque ; cependant, il a attribué ce processus uniquement à des activités légales. Le blanchiment, que Gilberto déclare avoir été fait « conformément à la législation panaméenne », est ce qui a poussé les autorités américaines à le poursuivre.
En 1979, Gilberto a ensuite fondé le Grupo Radial Colombiano, un réseau de plus de 30 stations de radio, ainsi qu’une chaîne de pharmacies appelée Drogas la Rebaja, qui a compté à son apogée plus de 400 boutiques dans 28 villes, employant 4 200 personnes. La valeur de cette chaîne pharmaceutique était estimée à 216 millions de dollars,,.
En raison de la propriété de la chaîne par le cartel de Cali, elle a été la cible de 85 attentats à la bombe perpétrés par Pablo Escobar et le cartel de Medellín entre janvier 1988 et le 4 mai 1990, faisant un total de 27 morts.

##### Liens avec l'État russe
Selon Felipe Turover Chudínov, qui était un haut responsable du renseignement au sein de la direction du renseignement extérieur du KGB, le Premier ministre russe Viktor Tchernomyrdine aurait secrètement décrété au début des années 1990 que la Russie deviendrait un centre international de transit pour les stupéfiants, y compris la cocaïne et l'héroïne d'Amérique du Sud ainsi que l'héroïne d'Asie centrale et du Sud-Est,. Yuri Skouratov a soutenu les déclarations de Turover et a lancé de nombreuses enquêtes sur la corruption impliquant de hauts responsables du gouvernement russe. Alexander Litvinenko a fourni un schéma détaillé du trafic de stupéfiants montrant les liens entre des responsables du gouvernement russe et la mafia russe, impliquant Vladimir Poutine et de nombreuses autres personnes dans l'obschak incluant les fonds issus du trafic de drogue,,. À la suite de l'Opération Troïka visant le Gang de Tambov, le procureur espagnol José Grinda a confirmé et ajouté que pour éviter les poursuites, de nombreuses personnes inculpées sont devenues députés à la Douma russe, notamment via le Parti libéral-démocrate de Vladimir Jirinovski, obtenant ainsi l’immunité parlementaire.
St. Petersburg Immobilien und Beteiligungs AG ou SPAG est une société immobilière enregistrée en Allemagne sous le contrôle de Poutine en 1992, et soupçonnée par la police allemande de faciliter les activités de mafieux de Saint-Pétersbourg, de narcotrafiquants colombiens et de blanchiment d'argent transcontinental,. Koumarine-Barsoukov, de la mafia russe de Tambov, était un partenaire dans Znamenskaïa, une filiale de SPAG,. Vladimir Smirnov était le directeur général de Znamenskaya, et Kumarin-Barsukov était son adjoint. Grâce à ses 200 actions ou 20 % de contrôle, Vladimir Smirnov était le mandataire de vote de Poutine dans SPAG,. Jalol Khaidarov (russe : Джалол Хайдаров) a déclaré que la destination finale des fonds était le "Operator Trade Center" au Liechtenstein, mais a également mentionné la participation de la Bank of New York.
Au début des années 2000, le cofondateur de l'entreprise, Rudolf Ritter, a été arrêté au Liechtenstein pour blanchiment d'argent issu du trafic de cocaïne pour le cartel de Cali,. Robert Walner était le procureur en chef dans la capitale du Liechtenstein, Vaduz.
L’ancien garde du corps présidentiel ukrainien Nikolaï Melnitchenko a enregistré la conversation suivante entre le président ukrainien Leonid Kuchma et son chef de la sécurité Leonid Derkach au sujet de SPAG, :
Leonid Derkach : Leonid Danilovitch. Nous avons ici du matériel intéressant venu d'Allemagne. L’un d’eux a été arrêté.  

Leonid Kuchma (lisant à haute voix) : Ritter, Rudolf Ritter.  

Leonid Derkach : Oui, et à propos de cette affaire, le trafic de drogue. Voici les documents. Ils les ont tous transmis. Voici aussi Vova Poutine.  

Leonid Kuchma : Il y a quelque chose sur Poutine là-dedans ?  

Leonid Derkach : Les Russes ont déjà tout racheté. Voici tous les documents. Nous sommes les seuls à les avoir maintenant. Je pense que Nikolai Patrouchev vient du 15 au 17. Cela lui donnera matière à travailler. C’est ce que nous allons garder. Ils veulent étouffer toute l’affaire.
Plus tard dans la conversation, Derkach déclare que "ils ont racheté tous ces documents à travers l'Europe et seuls les nôtres sont encore entre nos mains".
Selon le Center for Public Integrity, Alfa-Bank a été mentionnée dans un rapport du FSB de 1997 comme ayant servi à blanchir de l'argent pour des narcotrafiquants colombiens,, Alfa Bank a ensuite intenté un procès en diffamation contre le Center for Public Integrity (la plainte a été rejetée par le tribunal, principalement faute de preuve de malveillance de la part du défendeur ; le mémoire de l'affaire reconnaît que certaines allégations du rapport FSB pourraient avoir été fabriquées). Gilberto Rodriguez Orejuela, dit le Joueur d'échecs, a travaillé étroitement avec Petr Aven, Alfa-Bank et Alfa-Eco pour envoyer des fonds vers des paradis fiscaux comme Gibraltar, les Bahamas, etc., afin de les blanchir pour les réinvestir avec des entreprises russes telles qu'Alfa Bank, Alfa-Estate, RAO Gazprom, et d'autres impliquées dans les transports, les métaux non ferreux, les raffineries de pétrole, la production pétrolière, et la production d'énergie qui étaient en voie de privatisation. Quelques jours après la publication de ce rapport en 1997, le Ministère de l’Intérieur (MVD) de Russie a perquisitionné les bâtiments d’Alfa-Eco et a trouvé de nombreux documents compromettants.
Utilisant Israël comme base, la mafia russe acheminait de l’héroïne et de la cocaïne colombienne, parfois via le Venezuela, en passant par Israël où avait lieu le blanchiment de l’argent issu des profits de la drogue, jusqu’à Saint-Pétersbourg tandis que la mafia de Kurgan (ru) russe (russe : Курганская организованная преступная группировка) assurait la sécurité,,,,.
Selon Alexandre Litvinenko, Poutine, alors qu’il était adjoint au maire chargé des affaires économiques de Saint-Pétersbourg au début des années 1990, a organisé un réseau d’approvisionnement en héroïne d’origine afghane utilisant des criminels ouzbek et des agents corrompus du KGB puis du FSB, dont le colonel du KGB basé à Moscou Evgeny G. Khokholkov, la mafia russe d’Izmaïlovskaïa créée par Oleg Ivanov et dirigée par Anton Malevsky, y compris les chefs mafieux Gafur Rakhimov, Vyacheslav Ivanov ("Yaponchik" (Япончик) ou Petit Japonais), qui contrôlait les réseaux ouzbeks en Amérique, et Alimzhan Tokhtakhunov (russe : Алик Тахтахунов) ("Taiwanchik" (Тайванчик) ou Petit Taïwan), qui contrôlait les réseaux ouzbeks en Europe, ainsi que Salim Abdulaev. Ces réseaux fournissaient également de la cocaïne venue du cartel Cali KGB à l’Europe et l’Amérique,,,. Robert Eringer, chef du Service de Sécurité de Monaco, a confirmé le dossier de Litvinenko sur l’implication de Vladimir Poutine dans le trafic de drogue en Europe. La mafia Ismaïlovskaïa est étroitement liée à Oleg Deripaska, Andrei Bokarev (ru), Michael Cherney, et Iskander Makhmudov via leur compte MIB de la société Blond Investment Corporation basée en Suisse,. Rudolf Ritter, au Liechtenstein, était le gestionnaire financier à la fois pour SPAG et la mafia Ismaïlovskaïa. Alexandre Afanassiev ("Afonya") était lié à la fois à SPAG et à la mafia Ismaïlovskaïa via son Earl Holding AG enregistré au Panama, dont Ritter détenait également une signature, ainsi que via Berger International Holding, Repas Trading SA et Fox Consulting,. Juan Carlos Saavedra représentait le cartel de Cali en Espagne,. En octobre 2015, le procureur espagnol Jose Grinda déclara qu’une partie de « l’affaire pourrait être rouverte en Espagne. »
Lors d’une réunion en 1993 à Miami entre Sergueï Mikhaïlov et Viktor Averin (russe : Виктор Аверин) de MAB International (russe : «МАБ Интернэшнл»), venus de Vienne, Youri Yesin (russe : Юрий Есин), venu d’Italie, et Sergueï "Sylvester" Timofeev, Youri Yesin devait obtenir le contrôle exclusif de l’Italie pour faciliter les connexions entre les Italiens et les Colombiens. Yesin était à la tête du groupe criminel organisé Primorskaïa basé à Vladivostok, dirigeait une coentreprise pétrolière russe Globus Trading (russe : «Глобус Трейдинг»), et était très proche du vice-président de la société pétrolière italienne Eni Alberto Grotti. Yesin bénéficiait du soutien d’un agent du KGB en Italie, Dmitry Naumov (russe : Дмитрий Наумов), très proche de Grigory Luchansky.
Il a été révélé fin septembre 2020 que de la cocaïne Cali/KGB était acheminée pendant des années via l’ambassade de Russie en Argentine vers la Russie.

#### Violence

##### Discipline
Le cartel de Cali minimisait largement la violence politique, la menace de violence étant souvent suffisante. L'organisation du cartel était structurée de telle sorte que seules les personnes ayant de la famille en Colombie pouvaient gérer les opérations impliquant les sites de Cali et des États-Unis, ce qui permettait à la famille de rester à portée de main du cartel. Les membres de la famille constituaient l'assurance pour le cartel que ses membres n'aideraient pas les représentants du gouvernement et ne refuseraient pas le paiement des produits reçus. La menace de mort pesait également sur ceux qui commettaient des erreurs. On pense que le cartel assassinait souvent les membres subalternes responsables d'erreurs grossières.

##### Nettoyage social
Le Cartel de Cali a participé à des opérations de « nettoyage social », tuant des centaines d'« indésirables ». Ces derniers comprenaient les prostituées, les enfants des rues, les petits voleurs, les homosexuels et les sans-abri. Le Cartel a formé des escadrons de la mort, dénommés « grupos de limpieza social », qui assassinèrent des centaines d'entre eux. De nombreux corps des personnes tuées ont été retrouvés dans le Río Cauca.

##### Représailles

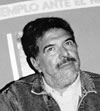
José Santacruz Londoño

Dans les années 1980 et au début des années 1990, les guérillas communistes ont attaqué les cartels de drogue. En 1981, le groupe de guérilla M-19 a enlevé Marta Nieves Ochoa, la sœur des frères Ochoa du cartel de Medellín, Jorge, Fabio et Juan David. Le M-19 a exigé une rançon de 15 millions de dollars pour la libération de Marta, mais cela a été refusé. En réponse à l’enlèvement, les cartels de Medellín et de Cali, ainsi que des trafiquants associés, ont formé le groupe Muerte a Secuestradores (MAS ; « Mort aux ravisseurs »). Les trafiquants ont fourni des fonds, des primes, de l’équipement et de la main-d’œuvre pour les opérations de MAS. Peu après, des tracts ont été largués sur un terrain de football à Cali annonçant la formation du groupe. Le MAS a commencé à capturer et torturer des membres du M-19 en représailles. En trois jours, Marta Nieves a été libérée. Le groupe MAS, toutefois, a continué d’opérer, avec des centaines d’assassinats qui lui sont attribués,.
En 1992, la faction de guérilla FARC a enlevé Christina Santa Cruz, la fille du chef du cartel de Cali, José Santacruz Londoño. Les FARC ont exigé une rançon de 10 millions de dollars en échange de la libération de Christina. En réponse, le cartel de Cali a enlevé 20 membres ou plus du Parti communiste colombien, de l’Union patriotique, du syndicat des Travailleurs unis, ainsi que la sœur de Pablo Catatumbo, un représentant de la Coordination des guérillas Simón Bolívar. Finalement, après des négociations, Christina et la sœur de Catatumbo ont été libérées. On ignore ce qu’il est advenu des autres otages enlevés par le cartel,,.
Durant la guerre narco-terroriste menée par Pablo Escobar contre le gouvernement colombien, on pense qu’un tueur à gages a tenté d’assassiner Herrera alors qu’il assistait à un événement sportif. Le tireur a ouvert le feu à la mitrailleuse sur la foule où se trouvait Herrera, tuant 19 personnes. Cependant, Herrera n’a pas été touché. On pense qu’Herrera a été un membre fondateur de Los Pepes, un groupe qui a opéré aux côtés des autorités dans le but de capturer ou tuer Pablo Escobar.
Le cartel de Cali a ensuite engagé un membre de l’armée colombienne, un ingénieur civil nommé Jorge Salcedo,. Ils voulaient qu’il les aide à planifier l’assassinat de Pablo Escobar. Ils l’ont engagé parce qu’ils avaient entendu dire que Salcedo avait, par le passé, recruté et employé un groupe de mercenaires pour mener la guerre contre les forces de guérilla de gauche dans une opération approuvée par l’armée colombienne. Le groupe de mercenaires était composé de 12 anciens soldats des opérations spéciales, dont des membres du SAS britannique. Salcedo estimait qu’il était de son devoir patriotique d’accepter l’accord pour faire revenir les mercenaires en Colombie et aider à planifier l’opération visant à tuer Pablo Escobar.
Le groupe d’anciens soldats britanniques a accepté l’offre. Le cartel leur a fourni nourriture, logement et armes. Le plan était d’attaquer Escobar dans son domaine de Hacienda Nápoles. Ils s’entraînèrent pendant quelques mois jusqu’à ce qu’ils apprennent qu’Escobar allait séjourner dans le domaine pour célébrer la victoire de son équipe de football à un tournoi. Ils devaient être insérés à l’aide de deux hélicoptères Hughes 500 lourdement armés et surprendre Escobar tôt le matin. Ils ont peint les hélicoptères pour les faire ressembler à ceux de la police, afin de semer la confusion. Ils ont décollé et se sont dirigés vers le domaine, mais l’un des hélicoptères s’est écrasé sur un flanc de montagne, à quelques minutes du domaine. Le pilote a été tué dans le crash. Le plan a été abandonné et ils ont dû mener une mission de sauvetage dans la montagne dense,.

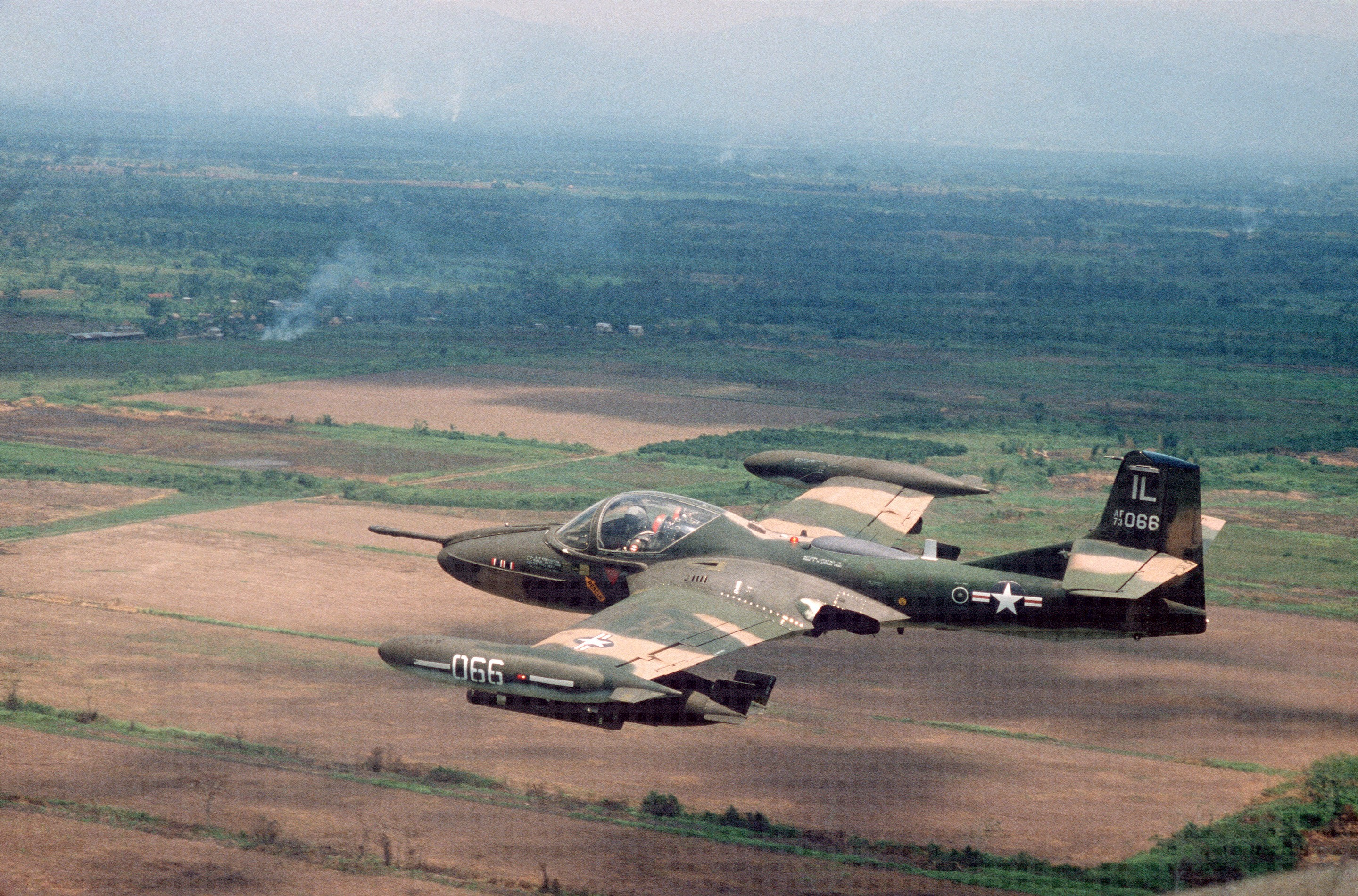
Un des plans consistait à utiliser un jet A-37 privé pour bombarder la prison où était détenu Escobar.

Finalement, Escobar a été emprisonné, mais a continué à diriger son cartel de Medellín depuis sa cellule. Le deuxième plan pour tuer Escobar consistait à bombarder la prison à l’aide d’un avion d’attaque au sol Cessna A-37 Dragonfly appartenant à un particulier,. Le cartel de Cali avait un contact au El Salvador, un général de l’armée salvadorienne qui leur a vendu illégalement quatre bombes de 500 livres pour environ un demi-million de dollars,.
Salcedo s’est rendu au Salvador pour superviser le plan de récupération des bombes et leur transfert vers un aérodrome où un jet civil devait atterrir pour les récupérer et les emmener en Colombie. Mais lorsque le jet est arrivé à l’aérodrome, ils ont constaté qu’il s’agissait d’un petit jet d’affaires. Ils ont essayé de charger les quatre bombes, ce qui devait prendre quelques minutes, mais a finalement pris plus de 20 minutes. Pendant ce temps, une foule de civils curieux s’est rassemblée autour de l’aérodrome. Seules trois bombes ont pu être empilées dans la petite cabine passagers. Le jet a décollé et Salcedo a abandonné la quatrième bombe avant de retourner à son hôtel. Le lendemain matin, les événements de la veille étaient déjà dans les journaux. Salcedo a échappé de justesse à l’arrestation au Salvador avant que l’opération ratée ne soit exposée. Les forces de l’ordre ont découvert la bombe, et plusieurs personnes impliquées ont été arrêtées et ont révélé le complot visant à tuer Escobar à l’aide des bombes. Le cartel de Cali a alors décidé d’abandonner le projet de bombardement aérien,.
Il n’y avait plus de retour possible pour Salcedo. Le gouvernement colombien le considérait désormais comme un criminel travaillant pour le cartel de Cali, et ses employeurs ne le laisseraient pas partir de toute façon,. Salcedo a alors pris en charge la sécurité de la famille Orejuela, mais il a ensuite été forcé d’assister à l’exécution de quatre Panaméens, puis chargé d’organiser le meurtre de Guillermo Pallomari, le comptable du cartel. Salcedo a dû faire un choix : tuer ou risquer d’être tué avec sa famille. Il a alors décidé de riposter et de sauver Pallomari ainsi que lui-même en contactant la CIA américaine et en devenant informateur,. Cela a porté le coup fatal au cartel de Cali. Pour ses services, Salcedo et sa famille élargie ont été relogés aux États-Unis, et il a reçu des récompenses d’environ 1,7 million de dollars,.

#### Contre-espionnage
Le centre de formation en contre-espionnage TN du cartel de Cali surprenait souvent la DEA et les autorités colombiennes. Lors d'une perquisition en 1995 dans les bureaux du cartel de Cali, il fut découvert que le cartel surveillait tous les appels téléphoniques entrants et sortants de Bogotá et de Cali, y compris ceux de l'ambassade des États-Unis à Bogotá et du Ministère de la Défense. L’ordinateur portable permettait à Londoño d’écouter les appels téléphoniques en cours ainsi que d’analyser les lignes téléphoniques pour détecter des écoutes. Bien que les autorités aient réussi à découvrir l’utilisation de cet ordinateur portable, il est rapporté qu’elles n’ont pas pu décrypter de nombreux fichiers en raison de techniques de chiffrement sophistiquées. Londoño était également soupçonné d’avoir une personne infiltrée dans la compagnie de téléphonie elle-même, ce que les autorités réalisèrent lorsqu’il identifia une écoute téléphonique posée non pas à son domicile, mais directement à la compagnie de téléphonie. L’avocat de Londoño envoya rapidement un avis officiel demandant la légalité de l’opération ainsi que le mandat s’il en existait un,.
Parmi la liste des fonctionnaires et officiers payés par le cartel de Cali figuraient environ 5 000 chauffeurs de taxi. Ces chauffeurs permettaient au cartel de savoir qui arrivait en ville, à quel moment, et où ces personnes séjournaient. En ayant de nombreux chauffeurs de taxi à leur solde, le cartel pouvait surveiller les déplacements des autorités et des dignitaires. D’après le magazine Time, en 1991, des agents de la DEA et du U.S. Customs Service (désormais ICE) surveillaient une cargaison déchargée à Miami, pour découvrir plus tard qu’ils étaient eux-mêmes surveillés par le réseau d'espionnage du cartel de Cali au même moment.
Jorge Salcedo, un membre de l’armée colombienne, fut chargé du renseignement pour le cartel, puis assura plus tard la sécurité de Miguel. Ironiquement, il allait plus tard jouer un rôle crucial dans la destruction du cartel et la localisation de la cachette de Miguel. Il conçut et installa un vaste réseau radio dissimulé dans toute la ville, permettant aux membres de communiquer où qu’ils se trouvent. Le cartel comptait également de nombreuses personnes infiltrées dans les forces de l’ordre, y compris un haut responsable du Bloque de Búsqueda (bloc de recherche) chargé de traquer les principaux leaders du cartel de Cali. Lorsque les forces de l’ordre finirent par localiser Miguel dans un appartement, l’agent double était présent (avec d’autres membres des forces de l’ordre, dont deux agents de la DEA), tentant de trouver la cache secrète dans laquelle Miguel était dissimulé. Les forces de l’ordre ne réussirent pas à le trouver à temps et furent contraintes de quitter l’appartement. Elles établirent un périmètre autour du bâtiment pour empêcher toute fuite. L’agent double fut déterminant dans l’évasion de Miguel, le cachant dans sa voiture et quittant les lieux sans encombre.

#### Guerre contre les guérillas
Dans les années 1990, les Forces armées révolutionnaires de Colombie procèdent à l’enlèvement de narcotrafiquants dans l'intention de rançonner le cartel de Cali. Celui-ci réagit par des enlèvements ou assassinats de militants de gauche afin de forcer la guérilla à ne plus s'attaquer au narcotrafic.

#### Relations et guerre contre le cartel de Medellín

##### First InterAmericas Bank
Jorge Ochoa, un financier de haut rang du cartel de Medellín, était un ami d’enfance et plus tard co-propriétaire de la First InterAmericas Bank au Panama. Cette institution fut ensuite désignée par les autorités américaines comme une opération de blanchiment d’argent, permettant au cartel de Cali et au cartel de Medellín de déplacer et blanchir de grandes quantités de fonds. Ce n’est que par la pression diplomatique exercée sur le dictateur panaméen Manuel Noriega que les États-Unis réussirent à mettre fin à l’utilisation de la banque comme façade de blanchiment d’argent. Dans une interview accordée au magazine 'Time', Gilberto Rodriguez admit avoir blanchi de l’argent par l’intermédiaire de cette banque, tout en soulignant que ce procédé ne violait aucune loi panaméenne.

##### Muerte a Secuestradores
Les deux cartels participèrent à d’autres entreprises communes dans les années qui suivirent, notamment la fondation de Muerte a Secuestradores (MAS), qui permit le retour sain et sauf de la sœur kidnappée d’Ochoa, Marta Nieves Ochoa. Forts du succès de MAS, les cartels et trafiquants indépendants se réunirent de nouveau.
On pense que cette deuxième réunion fut le point de départ d’une organisation de trafic entre les principaux participants, le cartel de Medellín et le cartel de Cali. Les deux cartels se partagèrent les principaux points de distribution aux États-Unis : le cartel de Cali prit New York, tandis que celui de Medellín prit la Floride du Sud et Miami ; Los Angeles fut laissé à la concurrence.
Grâce à leur affiliation avec MAS, on pense aussi que les cartels décidèrent de collaborer pour stabiliser les prix, la production et les expéditions sur le marché de la cocaïne. Cependant, l’alliance stratégique fondée avec MAS en 1981 commença à s’effriter dès 1983–1984, en raison de la facilité de la concurrence. À mesure que les cartels mettaient en place leur infrastructure, routes, méthodes de transport et pots-de-vin, il devint plus simple pour les concurrents d’établir des accords similaires ou d’utiliser ceux déjà existants mis en place par d’autres cartels. En 1987, la coopération initiée avec la formation de MAS n’existait plus. La chute de cette coopération fut en partie causée par Rodríguez Gacha du cartel de Medellín, qui tenta de s’emparer du marché de New York, auparavant cédé au cartel de Cali, ainsi que par l’arrestation de Jorge Ochoa en 1986 à un barrage de police — arrestation jugée suspecte par le cartel de Medellín, qui en imputa partiellement la responsabilité au cartel de Cali.

##### Dégradation des relations et guerre
À la fin des années 1980, une guerre sanglante éclata entre les cartels de Medellín et de Cali pour le contrôle du narcotrafic vers les États-Unis. Cette rivalité fut alimentée par une multitude de facteurs, allant de différends personnels à des stratégies géopolitiques de domination territoriale. Selon Jhon Jairo Velásquez, un des tueurs à gages de Pablo Escobar, le conflit fut déclenché par une affaire personnelle entre deux lieutenants des cartels, “el Negro” Pabón (proche d’Escobar) et Alejo Piña (homme de Pacho Herrera). Le désaccord, lié à une histoire sentimentale, dégénéra en violence lorsque les Rodríguez Orejuela avertirent Herrera qu’on cherchait à tuer Piña, déclenchant ainsi une guerre ouverte.
Le 13 janvier 1988, une voiture piégée explosa devant l’immeuble Monaco, résidence familiale d’Escobar, blessant sa fille Manuela. L’attentat, attribué au cartel de Cali et particulièrement à Helmer Herrera, marqua une escalade dramatique du conflit. En représailles, Escobar fit exploser plusieurs véhicules piégés dans trois drogueries La Rebaja, propriétés des Rodríguez Orejuela, en février 1988. Le cycle de violences atteignit un nouveau sommet en septembre 1990 avec le massacre de 19 personnes sur un terrain de football à Candelaria, un attentat qui visait Herrera mais dont il sortit indemne. Un second attentat contre lui échoua le 27 juillet 1991, sur l’autoroute Cali–Jamundí. Cette série d’attaques entraîna une guerre d’espionnage entre les deux cartels. Escobar mit sur pied un réseau d’intelligence contre Cali, tandis que ce dernier recruta d’anciens militaires pour surveiller Escobar. Ceux-ci furent enlevés puis assassinés après l’échec d’un accord de paix, Escobar exigeant une indemnisation de 5 millions de dollars et la remise de Herrera – ce que Gilberto Rodríguez refusa.
En juin 1989, le cartel de Cali engagea un groupe de mercenaires britanniques dirigé par Peter McAleese pour tuer Escobar dans sa Hacienda Nápoles, mais l’opération échoua après le crash de leur hélicoptère. En novembre 1989, à la suite d’un match opposant l’Independiente Medellín à l’América de Cali, l’arbitre Álvaro Ortega fut assassiné sur ordre d’Escobar, un acte motivé par des enjeux liés aux paris illégaux,,, probablement en lien avec le cartel de Cali. À cette époque, certaines rumeurs évoquaient même une trêve temporaire entre les deux cartels pour éliminer un ennemi commun : le candidat présidentiel Luis Carlos Galán,,,.
Lorsque Pablo Escobar se rendit aux autorités colombiennes en juin 1991 et fut incarcéré dans sa prison personnelle, La Catedral, le conflit se calma temporairement. Cependant, en juillet 1992, après avoir massacré certains de ses anciens associés (les frères Galeano-Moncada), Escobar provoqua la rupture de son alliance avec plusieurs groupes criminels. Diego Murillo Bejarano, ancien lieutenant des Galeano, s’allia alors au cartel de Cali pour se venger. Peu après, les chefs du cartel de Cali rencontrèrent le procureur général Gustavo de Greiff ainsi que les autorités de la police nationale afin de créer un Bloc de recherche chargé de transférer Escobar dans une autre prison. Ce dernier prit la fuite, déclenchant une nouvelle phase de traque.
C’est dans ce contexte qu’émergea Los Pepes (Perseguidos por Pablo Escobar), une organisation paramilitaire composée d’ex-paramilitaires, d’anciens membres du cartel de Medellín et d’hommes financés par Cali, Murillo Bejarano et les frères Fidel et Carlos Castaño. Leur objectif était clair : éradiquer Escobar et ses partisans. Grâce à leur collaboration avec le Bloc de recherche et à l’appui logistique du Delta Force américain, Los Pepes menèrent une campagne de terreur, assassinant plus de 60 membres ou associés d’Escobar. Le cartel de Cali finança aussi un réseau d’interceptions téléphoniques et des systèmes de localisation électronique.
En parallèle, le cartel de Cali tenta un plan audacieux pour bombarder La Catedral à l’aide d’un A-37 Dragonfly acheté au Salvador, projet coordonné par l’ex-militaire Jorge Salcedo Cabrera,. Le plan échoua, mais le niveau d’organisation et d’ingérence des cartels dans les affaires militaires et diplomatiques était désormais flagrant. Finalement, grâce aux renseignements fournis par Los Pepes et aux moyens technologiques mis en œuvre, Pablo Escobar fut localisé à Medellín et abattu le 2 décembre 1993 par une unité spéciale composée de dix policiers, chacun récompensé par un million de dollars du cartel de Cali. Sa mort signa l’effondrement définitif du cartel de Medellín.
Après l’élimination d’Escobar, le cartel de Cali prit le contrôle de près de 80 % du marché mondial de la cocaïne,. Son expansion s’accéléra grâce à une alliance stratégique avec le cartel de Juárez, dirigé par Amado Carrillo Fuentes, facilitant l’acheminement de cocaïne vers la côte ouest des États-Unis. Des avions commerciaux transportaient jusqu’à 14 tonnes de cocaïne pure en un seul vol, selon la DEA. Toutefois, cette domination fut de courte durée : Jorge Salcedo Cabrera, effrayé par la brutalité du cartel, dénonça ses anciens alliés aux autorités américaines,, ce qui permit le démantèlement du cartel de Cali à la fin des années 1990.

### Fin du cartel
Le démantèlement du Cartel de Cali se déroule parallèlement à l'évolution de la Procédure 8000, qui dévoile les relations entre le Parti libéral, dont était issu le gouvernement, et les cartels de drogue. Pour certains observateurs, le cartel se serait délibérément laissé démanteler afin de fournir au gouvernement des « gages » de sa bonne foi dans la lutte contre le narcotrafic (plusieurs ministres et le président Ernesto Samper lui-même étaient directement compromis dans les révélations) en échange de conditions de détention privilégiées, de promesses de non-extradition et de la possibilité pour eux de profiter de leur fortune après leur libération. Le principal adversaire d'Ernesto Samper, Andrés Pastrana, aurait également bénéficié du financement du Cartel de Cali selon les déclarations de l'ancien président colombien César Gaviria.
Le scandale est provoqué peu après l'élection présidentielle de juin 1994 par la divulgation d'un enregistrement audio dans lequel les frères Miguel et Gilberto Rodriguez évoquent leur soutien financier au candidat libéral, élu président, Ernesto Samper. Le 1er mars 1995, les États-Unis émettent une « certification conditionnée » pour la Colombie, lui reprochant de ne pas combattre sérieusement le narcotrafic. Dès le lendemain, Jorge Eliécer Rodriguez, frère de Miguel et Gilberto, est arrêté. En juin, le président du Parti libéral, Eduardo Mestre, est incarcéré et une dizaine de parlementaires mis en cause pour leurs rapports avec le Cartel de Cali. Le 9 juin, Gilberto Rodriguez est arrêté. Le 4 juillet, José Santacruz est arrêté, alors que la revue Semana, quelques jours auparavant, faisait état d'un coup d’État militaire en préparation. Le 26 juillet, le trésorier du Parti libéral Santiago Medina est arrêté, reconnaissant avoir touché des sommes considérables du Cartel et met également en cause le Président et son bras droit, le ministre de la Défense Fernando Botero. Le 5 août, l’enregistrement d'une conversation téléphonique entre Ernesto Samper et Elizabeth Montoya, membre du Cartel de Cali, est divulgué. Le lendemain, Miguel Rodriguez est arrêté.
Condamnations : 
Extradés aux États-Unis entre 2004 et 2005, les frères Rodriguez acceptent en 2006 une peine de 30 ans de prison avec confiscation de leurs biens à la condition que les membres de leur famille ne soient pas inquiétés et puissent, s'ils le souhaitent, venir s'installer aux États-Unis. 
En 2006, les exportations de cocaïne en provenance de Colombie vers les États-Unis étaient évaluées à 800 tonnes par an soit 200 fois la cargaison annuelle à l'époque du Cartel de Cali.  
Le Cartel de Cali est remplacé dans les années suivantes par le Cartel du Norte Del Vallee contre lequel la Colombie va réactiver le Bloc de Recherche en 2004.

## Culture populaire
- Le livre El cartel de los sapos (Le cartel des crapauds[Note 1]) de l'auteur Andrés López López met en scène les trafiquants du Cartel de Cali.
- La série télévisée El Cartel diffusée sur Caracol Televisión se base sur ce livre colombien à succès.
- Le rappeur français MC Solaar en parle également dans sa chanson Gangster Moderne. Il y fait d'ailleurs de nombreuses allusions à l'univers du trafic de drogue colombien.
- La rivalité entre Pablo Escobar et le Cartel de Cali est une des trames majeures de la telenovela colombienne Pablo Escobar, le patron du mal.
- Dans le film Paradise Lost, la rivalité entre le Cartel de Cali et le Cartel de Medellín est évoquée.
- La série Narcos (durant les saisons 1 et 2) diffusée sur Netflix fait allusion au Cartel de Cali et sa rivalité avec celui de Medellìn lorsque Pablo Escobar en était le chef. La saison 3 de la série suit la montée en puissance du cartel de Cali à la suite de la mort de Pablo Escobar, jusqu'à sa chute.